# Carlo Asinari
Carlo Asinari Di San Marzano (Torí, 3 de novembre de 1884 – Torí, 17 de maig de 1969) va ser un genet italià que va competir a començaments del segle xx.
El 1920 va prendre part en els Jocs Olímpics d'Anvers, on va disputar tres proves del programa d'hípica. En la prova del salts d'obstacles per equips, amb el cavall Varone, guanyà la de bronze. En el concurs complet individual, amb el cavall Savari, fou dinovè, alhora que fou el pitjor dels quatre genets italians en prendre part en aquesta prova. Això va fer que no se li atorgués la medalla de plata en el concurs complet per equips, fet a partir de la puntuació dels tres millors genets en la prova individual.